# Thomas Nguyễn Văn Tân
Thomas Nguyễn Văn Tân (ur. 27 grudnia 1940 w Bãi Xan, zm. 17 sierpnia 2013) – wietnamski duchowny katolicki, biskup diecezji Vĩnh Long w latach 2001-2013.

## Życiorys
Święcenia kapłańskie przyjął 21 grudnia 1969. Po święceniach był nauczycielem języka francuskiego w Niższym Seminarium Duchownym w Vĩnh Long (1970-71).
W 1971 został wysłany do Rzymu, aby dokończyć studia podjęte przed święceniami na Papieskim Uniwersytecie Gregoriańskim. Trzy lata później ukończył studia z tytułem doktora teologii. Po powrocie do ojczyzny  był profesorem w seminarium w Vĩnh Long, a także m.in. mistrzem ceremonii w miejscowej katedrze i notariuszem sądu diecezjalnego.

### Episkopat
10 maja 2000 został mianowany przez papieża Jana Pawła II biskupem koadiutorem diecezji Vĩnh Long. Sakry biskupiej udzielił mu 15 sierpnia tegoż roku ordynariusz tejże diecezji, bp Jacques Nguyễn Văn Mầu. Po przejściu bpa Văn Mầu na emeryturę 3 lipca 2001 objął rządy w diecezji.
Zmarł nagle 17 sierpnia 2013.